# 대구·경북권의 방송 송신소·중계소 목록

## 구미 중계소
- 연 위치 : 경북 구미시 남통동 산94 (금오산) / 경북 구미시 옥계동 산20 (KT)

| 디지털TV       |                  |           |                     |        |                             |
| 가상채널       | 방송국명         | 호출부호  | 물리채널            | 출력   | 가시청권                    |
| CH 6-1         | TBC DTV          | HLDE-DTV  | CH 39               | 0.1㎾  | 김천, 구미, 성주, 칠곡 일부 |
| CH 7-1         | KBS대구 DTV2     | HLQH-DTV  | CH 44               | 0.1㎾  | 김천, 구미, 성주, 칠곡 일부 |
| CH 9-1         | KBS대구 DTV1     | HLKG-DTV  | CH 43               | 0.1㎾  | 김천, 구미, 성주, 칠곡 일부 |
| CH 10-1        | EBS 1TV          | HLQL-DTV  | CH 46               | 0.1㎾  | 김천, 구미, 성주, 칠곡 일부 |
| CH 10-2        | EBS 2TV          | HLQL-DTV  | CH 46               | 0.1㎾  | 김천, 구미, 성주, 칠곡 일부 |
| CH 11-1        | 대구MBC DTV      | HLCT-DTV  | CH 45               | 0.09㎾ | 김천, 구미, 성주, 칠곡 일부 |
| FM라디오       |                  |           |                     |        |                             |
| 주파수         | 방송국명         | 호출부호  |                     | 출력   | 가시청권                    |
| 105.9㎒        | febc대구극동방송 | HLKK-FM   |                     | 200W   | 구미, 성주, 칠곡일부        |
| 107.1㎒        | EBS FM           | HLQL-FM   |                     | 0.1㎾  | 김천, 구미, 성주, 칠곡 일부 |
| 지상파DMB      |                  |           |                     |        |                             |
| 방송국명       | 채널목록         | 호출부호  | 채널(주파수)        | 출력   | 가시청권                    |
| myMBC (경북권) | myMBC TV         | HLAW-TDMB | CH 7-A (175.280MHz) | 90W    | 김천, 구미, 성주, 칠곡 일부 |
| U-KBS          | KBS STAR         | HLKG-TDMB | CH 7B (77.008MHz)   | 90W    | 김천, 구미, 성주, 칠곡 일부 |
| U-KBS          | HD KBS STAR      | HLKG-TDMB | CH 7B (77.008MHz)   | 90W    | 김천, 구미, 성주, 칠곡 일부 |
| U-KBS          | KBS HEART        | HLKG-TDMB | CH 7B (77.008MHz)   | 90W    | 김천, 구미, 성주, 칠곡 일부 |
| U-KBS          | KBS MUSIC        | HLKG-TDMB | CH 7B (77.008MHz)   | 90W    | 김천, 구미, 성주, 칠곡 일부 |
| TBC            | TBC u            | HLDG-TDMB | CH 7C (178.736MHz)  | 90W    | 김천, 구미, 성주, 칠곡 일부 |
| TBC            | mYTN             | HLDG-TDMB | CH 7C (178.736MHz)  | 90W    | 김천, 구미, 성주, 칠곡 일부 |

## 김천 중계소
- 연 위치 : 경북 김천시 신음동 산92 (달봉산) KBS대구방송총국/경북 김천시 신음동 산101-8 (달봉산) 대구MBC/경상북도 김천시 평화순환길 204 (평화성당)

| 디지털TV  |                            |           |                    |      |          |
| 가상채널  | 방송국명                   | 호출부호  | 물리채널           | 출력 | 가시청권 |
| CH 6-1    | TBC DTV                    | HLDE-DTV  | CH 29              | 20W  | 김천     |
| CH 7-1    | KBS대구 DTV2               | HLQH-DTV  | CH 28              | 20W  | 김천     |
| CH 9-1    | KBS대구 DTV1               | HLKG-DTV  | CH 25              | 20W  | 김천     |
| CH 10-1   | EBS 1TV                    | HLQL-DTV  | CH 27              | 20W  | 김천     |
| CH 11-1   | 대구MBC DTV                | HLCT-DTV  | CH 26              | 20W  | 김천     |
| FM라디오  |                            |           |                    |      |          |
| 주파수    | 방송국명                   | 호출부호  |                    | 출력 | 가시청권 |
| 88.9㎒    | KBS대구 제2라디오(HappyFM) | HLQH-SFM  |                    | 100W | 김천     |
| 90.7㎒    | KBS대구 제1라디오          | HLKG-SFM  |                    | 100W | 김천     |
| 95.7㎒    | 대구MBC FM4U               | HLCT-FM   |                    | 100W | 김천     |
| 95.9㎒    | TBN대구교통방송            | HLDU-FM   |                    | 100W | 김천     |
| 98.7㎒    | 대구MBC 라디오             | HLCT-SFM  |                    | 100W | 김천     |
| 100.5㎒   | cpbc 대구가톨릭평화방송    | HLDK-FM   |                    | 50W  | 김천     |
| 지상파DMB |                            |           |                    |      |          |
| 방송국명  | 채널목록                   | 호출부호  | 채널(주파수)       | 출력 | 가시청권 |
| U-KBS     | KBS STAR                   | HLKG-TDMB | CH 7B (77.008MHz)  | 20W  | 김천     |
| U-KBS     | HD KBS STAR                | HLKG-TDMB | CH 7B (77.008MHz)  | 20W  | 김천     |
| U-KBS     | KBS HEART                  | HLKG-TDMB | CH 7B (77.008MHz)  | 20W  | 김천     |
| U-KBS     | KBS MUSIC                  | HLKG-TDMB | CH 7B (77.008MHz)  | 20W  | 김천     |
| TBC       | TBC u                      | HLDG-TDMB | CH 7C (178.736MHz) | 20W  | 김천     |
| TBC       | mYTN                       | HLDG-TDMB | CH 7C (178.736MHz) | 20W  | 김천     |

## 도음산 송신소
- 연 위치 : 경북 포항시 북구 흥해읍 대련리 1104-1

| 디지털TV |                  |          |          |       |                                                    |
| 가상채널 | 방송국명         | 호출부호 | 물리채널 | 출력  | 가시청권                                           |
| CH 6-1   | KBS포항 DTV2     | HLQH-DTV | CH 27    | 2㎾   | 포항시 일원, 경주시 일부, 영천시 일부 ,영덕군 일부 |
| CH 9-1   | KBS포항 DTV1     | HLCP-DTV | CH 42    | 2㎾   | 포항시 일원, 경주시 일부, 영천시 일부 ,영덕군 일부 |
| CH 10-1  | EBS 1TV          | HLQL-DTV | CH 51    | 2㎾   | 포항시 일원, 경주시 일부, 영천시 일부 ,영덕군 일부 |
| CH 10-2  | EBS 2TV          | HLQL-DTV | CH 51    | 2㎾   | 포항시 일원, 경주시 일부, 영천시 일부 ,영덕군 일부 |
| CH 11-1  | 포항MBC DTV      | HLAV-DTV | CH 46    | 2㎾   | 포항시 일원, 경주시 일부, 영천시 일부 ,영덕군 일부 |
| FM라디오 |                  |          |          |       |                                                    |
| 채널     | 방송국명         | 호출부호 |          | 출력  | 가시청권                                           |
| 90.3㎒   | febc포항극동방송 | HLDZ-FM  |          | 3㎾   | 포항시 일원, 경주시 일부, 영천시 일부 ,영덕군 일부 |
| 91.5㎒   | CBS포항 라디오   | HLCB-FM  |          | 3㎾   | 포항시 일원, 경주시 일부, 영천시 일부 ,영덕군 일부 |
| 97.9㎒   | 포항MBC FM4U     | HLAV-FM  |          | 3㎾   | 포항시 일원, 경주시 일부, 영천시 일부 ,영덕군 일부 |
| 100.7㎒  | 포항MBC 라디오   | HLAV-SFM |          | 3㎾   | 포항시 일원, 경주시 일부, 영천시 일부 ,영덕군 일부 |
| 105.5㎒  | BBS대구불교방송  | HLDI-FM  |          | 0.5㎾ | 포항시 일원, 경주시 일부, 영천시 일부 ,영덕군 일부 |
| 107.9㎒  | 경주국악방송     | HLQA-FM  |          | 1㎾   | 포항시 일원, 경주시 일부, 영천시 일부 ,영덕군 일부 |

## 도동 중계소
- 연 위치 : 경북 울릉군 울릉읍 독도리 산30

| 디지털TV |              |          |          |      |             |
| 가상채널 | 방송국명     | 호출부호 | 물리채널 | 출력 | 가시청권    |
| CH 9-1   | KBS안동 DTV1 | HLCP-DTV | CH 33    | 10W  | 울릉군 도동 |

## 석보A 소출력
- 연 위치 : 경북 영양군 석보면 신평리

| 디지털TV |              |          |          |       |
| 가상채널 | 방송국명     | 호출부호 | 물리채널 | 출력  |
| CH 7-1   | KBS안동 DTV2 | HLDE-DTV | CH 48    | 0.05W |
| CH 9-1   | KBS안동 DTV1 | HLQH-DTV | CH 28    | 0.05W |
| CH 11-1  | 안동MBC DTV  | HLAW-DTV | CH 40    | 0.05W |

## 석보B 소출력
- 연 위치 : 경북 영양군 석보면 신평리

| 디지털TV |              |          |          |       |
| 가상채널 | 방송국명     | 호출부호 | 물리채널 | 출력  |
| CH 7-1   | KBS안동 DTV2 | HLDE-DTV | CH 48    | 0.05W |
| CH 9-1   | KBS안동 DTV1 | HLQH-DTV | CH 28    | 0.05W |
| CH 11-1  | 안동MBC DTV  | HLAW-DTV | CH 40    | 0.05W |

## 안동 송신소
- 연 위치:경북 안동시 수상동 621-4

| AM라디오 |                   |          |      |                                                                |
| 채널     | 방송국명          | 호출부호 | 출력 | 가시청권                                                       |
| 963㎑    | KBS안동 제1라디오 | HLKS     | HLCR | 안동시, 영주시, 예천군, 상주시, 문경시, 봉화군, 의성군, 청송군 |

## 안동 중계소
- 연 위치:경북 안동시 남선면 현내리 1-5/경북 안동시 북후면 신전리 산69

| FM라디오 |                    |          |  |       |          |
| 주파수   | 방송국명           | 호출부호 |  | 출력  | 가시청권 |
| 92.3㎒   | CBS대구 라디오     | HLKK-FM  |  | 0.5㎾ | 안동     |
| 100.7㎒  | 대구가톨릭평화방송 | HLDK-FM  |  | 500W  | 안동     |

## 앞산 중계소
- 연 위치 : 대구 남구 대명9동 산227-1

| 디지털TV  |                   |           |                      |      |                 |
| 가상채널  | 방송국명          | 호출부호  | 물리채널             | 출력 | 가시청권        |
| CH 6-1    | TBC 대구 디지털TV | HLDE-DTV  | CH 32                | 20㎾ | 대구, 경산 일부 |
| CH 7-1    | KBS대구 DTV2      | HLQH-DTV  | CH 30                | 20㎾ | 대구, 경산 일부 |
| CH 9-1    | KBS대구 DTV1      | HLKG-DTV  | CH 31                | 20㎾ | 대구, 경산 일부 |
| 10-1      | EBS 1TV           | HLQL-DTV  | CH 33                | 20㎾ | 대구, 경산 일부 |
| 10-2      | EBS 2TV           | HLQL-DTV  | CH 33                | 20㎾ | 대구, 경산 일부 |
| CH 11-1   | 대구MBC 디지털TV  | HLCT-DTV  | CH 48                | 20㎾ | 대구, 경산 일부 |
| FM라디오  |                   |           |                      |      |                 |
| 주파수    | 방송국명          | 호출부호  |                      | 출력 | 가시청권        |
| 97.1㎒    | 대구CBS 음악FM    | HLCS-FM   |                      | 1㎾  | 대구권 일대     |
| 98.3㎒    | 대구원음방송      | HLCS-FM   |                      | 1㎾  | 대구권 일대     |
| 107.5㎒   | 대구국악방송      | -         |                      | 1㎾  | 대구권 일대     |
| 지상파DMB |                   |           |                      |      |                 |
| 앙상블명  | 방송국명          | 호출부호  | 채널(주파수)         | 출력 | 가시청권        |
| U-KBS     | KBS STAR          | HLKG-TDMB | CH 7-B (177.008 MHz) | 90㎾ | 대구권 일대     |
| U-KBS     | HD KBS STAR       | HLKG-TDMB | CH 7-B (177.008 MHz) | 90㎾ | 대구권 일대     |
| U-KBS     | KBS HEART         | HLKG-TDMB | CH 7-B (177.008 MHz) | 90㎾ | 대구권 일대     |
| U-KBS     | KBS MUSIC         | HLKG-TDMB | CH 7-B (177.008 MHz) | 90㎾ | 대구권 일대     |

## 울진 중계소
- 연 위치 : 경북 울진군 원남면 덕신리 산10
- 연 위치 : 경북 울진군 매화면 덕신리 산64-4

| 디지털TV       |                   |           |                     |       |          |
| 가상채널       | 방송국명          | 호출부호  | 물리채널            | 출력  | 가시청권 |
| CH 6-1         | TBC DTV           | HLDE-DTV  | CH 22               | 90㎾  | 울진     |
| CH 7-1         | KBS포항 DTV2      | HLCP-DTV  | CH 29               | 90㎾  | 울진     |
| CH 9-1         | KBS포항 DTV1      | HLQH-DTV  | CH 24               | 90㎾  | 울진     |
| CH 10-1        | EBS 1TV           | HLQL-DTV  | CH 32               | 90㎾  | 울진     |
| CH 10-2        | EBS 2TV           | HLQL-DTV  | CH 32               | 90㎾  | 울진     |
| CH 11-1        | 포항MBC DTV       | HLAV-DTV  | CH 23               | 90㎾  | 울진     |
| UHDTV          |                   |           |                     |       |          |
| 가상채널       | 방송국명          | 호출부호  |                     | 출력  | 가시청권 |
| 93.9MHz        | KBS포항 제1라디오 | HLCP-SFM  |                     | 1㎾   | 울진     |
| 102.7MHz       | 포항MBC 라디오    | HLAV-SFM  |                     | 1㎾   | 울진     |
| 103.7MHz       | TBN경북교통방송   | HLDU-FM   |                     | 0.5㎾ | 울진     |
| 104.5MHz       | EBS FM            | HLQL-FM   |                     | 0.1㎾ | 울진     |
| 지상파DMB      |                   |           |                     |       |          |
| 방송국명       | 채널목록          | 호출부호  | 채널(주파수)        | 출력  | 가시청권 |
| myMBC (경북권) | myMBC TV          | HLAW-TDMB | CH 7-A (175.280MHz) | 2㎾   | 울진     |
| U-KBS          | KBS STAR          | HLKG-TDMB | CH 7B (177.008MHz)  | 2㎾   | 울진     |
| U-KBS          | HD KBS STAR       | HLKG-TDMB | CH 7B (177.008MHz)  | 2㎾   | 울진     |
| U-KBS          | KBS HEART         | HLKG-TDMB | CH 7B (177.008MHz)  | 2㎾   | 울진     |
| U-KBS          | KBS MUSIC         | HLKG-TDMB | CH 7B (177.008MHz)  | 2㎾   | 울진     |
| TBC            | TBC u             | HLDG-TDMB | CH 7C (178.736MHz)  | 2㎾   | 울진     |
| TBC            | mYTN              | HLDG-TDMB | CH 7C (178.736MHz)  | 2㎾   | 울진     |

## 와룡산 송신소 . 중계소
- 연 위치 : 대구 달성군 다사읍 방천리 산93-4
- 연 위치 : 대구 남구 대명9동 산277-1

| 디지털TV |                   |          |          |       |             |
| 가상채널 | 방송국명          | 호출부호 | 물리채널 | 출력  | 가시청권    |
| CH 6-1   | TBC 대구 디지털TV | HLDE-DTV | CH 38    | 90㎾  | 대구권 일대 |
| CH 11-1  | 대구MBC DTV       | HLCT-DTV | CH 24    | 90㎾  | 대구권 일대 |
| FM라디오 |                   |          |          |       |             |
| 주파수   | 방송국명          | 호출부호 |          | 출력  | 가시청권    |
| 91.9㎒   | febc대구극동방송  | HLKK-FM  |          | 1㎾   | 대구권 일대 |
| 97.1㎒   | CBS대구 라디오    | HLKT-FM  |          | 1㎾   | 대구권 일대 |
| 100.3㎒  | 대구MBC 라디오    | HLCT-SFM |          | 100㎾ | 대구권 일대 |
| 106.5㎒  | TBC Dream FM      | HLDE-FM  |          | 5㎾   | 대구권 일대 |

## 일월산 송신소,중계소
- 연 위치 : 경북 영양군 청기면 당리 산118

| 디지털TV  |                          |           |                     |      |                  |
| 가상채널  | 방송국명                 | 호출부호  | 물리채널            | 출력 | 가시청권         |
| CH 6-1    | TBC DTV                  | HLDE-DTV  | 47                  | 1㎾  | 영양, 봉화, 청송 |
| CH 7-1    | KBS안동 DTV2             | HLCR-DTV  | 48                  | 1㎾  | 영양, 봉화, 청송 |
| CH 9-1    | KBS안동 DTV1             | HLCR-DTV  | 28                  | 1㎾  | 영양, 봉화, 청송 |
| CH 10-1   | EBS 1TV                  | HLQL-DTV  | 49                  | 1㎾  | 영양, 봉화, 청송 |
| CH 10-2   | EBS 2TV                  | HLQL-DTV  | 49                  | 1㎾  | 영양, 봉화, 청송 |
| CH 11-1   | 안동MBC DTV              | HLAW-DTV  | 40                  | 1㎾  | 영양, 봉화, 청송 |
| FM라디오  |                          |           |                     |      |                  |
| 주파수    | 방송국명                 | 호출부호  |                     | 출력 | 가시청권         |
| 90.5㎒    | KBS안동 제1라디오 표준FM | HLQG-SFM  |                     | 1㎾  | 영양, 봉화, 청송 |
| 107.7㎒   | EBS FM                   | HLQL-FM   |                     | 3㎾  | 영양, 봉화, 청송 |
| 지상파DMB |                          |           |                     |      |                  |
| 방송국명  | 채널목록                 | 호출부호  | 채널(주파수)        | 출력 | 가시청권         |
| U-KBS     | KBS STAR                 | HLKG-TDMB | CH 9-B (175.280MHz) | 2 kW | 영양, 봉화, 청송 |
| U-KBS     | HD KBS STAR              | HLKG-TDMB | CH 9-B (175.280MHz) | 2 kW | 영양, 봉화, 청송 |
| U-KBS     | KBS HEART                | HLKG-TDMB | CH 9-B (175.280MHz) | 2 kW | 영양, 봉화, 청송 |
| U-KBS     | KBS MUSIC                | HLKG-TDMB | CH 9-B (175.280MHz) | 2 kW | 영양, 봉화, 청송 |
| TBC       | TBC u                    | HLDG-TDMB | CH 9-C (190.736MHz) | 2 kW | 영양, 봉화, 청송 |
| TBC       | mYTN                     | HLDG-TDMB | CH 9-C (190.736MHz) | 2 kW | 영양, 봉화, 청송 |

## 조항산 중계소
- 연 위치: 경북 포항시 남구 동해면 석리 산94-1
- 연 위치: 경북 포항시 남구 동해면 금광리 산28-3
- 연 위치: 경북 포항시 남구 장기면 죽정리 산94-1

| 디지털TV       |                   |           |                     |      |                                            |
| 가상채널       | 방송국명          | 호출부호  | 물리채널            | 출력 | 가시청권                                   |
| CH 6-1         | TBC DTV           | HLDE-DTV  | CH 41               | 2㎾  | 포항 일원, 경주 일부, 영덕 일부, 울진 일부 |
| CH 7-1         | KBS포항 DTV2      | HLQH-DTV  | CH 50               | 2㎾  | 포항 일원, 경주 일부, 영덕 일부, 울진 일부 |
| CH 9-1         | KBS포항 DTV1      | HLCP-DTV  | CH 42               | 2㎾  | 포항 일원, 경주 일부, 영덕 일부, 울진 일부 |
| CH 10-1        | EBS 1TV           | HLQL-DTV  | CH 51               | 2㎾  | 포항 일원, 경주 일부, 영덕 일부, 울진 일부 |
| CH 10-2        | EBS 2TV           | HLQL-DTV  | CH 51               | 2㎾  | 포항 일원, 경주 일부, 영덕 일부, 울진 일부 |
| CH 11-1        | 포항MBC DTV       | HLAV-DTV  | CH 46               | 2㎾  | 포항 일원, 경주 일부, 영덕 일부, 울진 일부 |
| FM라디오       |                   |           |                     |      |                                            |
| 주파수         | 방송국명          | 호출부호  |                     | 출력 | 가시청권                                   |
| 93.5MHz        | KBS포항 음악FM    | HLCP-FM   |                     | 3㎾  | 포항 일원, 경주 일부, 영덕 일부, 울진 일부 |
| 95.9MHz        | KBS포항 제1라디오 | HLCP-SFM  |                     | 1㎾  | 포항 일원, 경주 일부, 영덕 일부, 울진 일부 |
| 99.7MHz        | TBC Dream FM      | HLDE-FM   |                     | 1㎾  | 포항 일원, 경주 일부, 영덕 일부, 울진 일부 |
| 106.7MHz       | EBS FM            | HLQL-FM   |                     | 3㎾  | 포항 일원, 경주 일부, 영덕 일부, 울진 일부 |
| 지상파DMB      |                   |           |                     |      |                                            |
| 방송국명       | 채널목록          | 호출부호  | 채널(주파수)        | 출력 | 가시청권                                   |
| myMBC (경북권) | myMBC TV          | HLAW-TDMB | CH 7-A (175.280MHz) | 2㎾  | 포항 일원, 경주 일부, 영덕 일부, 울진 일부 |
| U-KBS          | KBS STAR          | HLKG-TDMB | CH 7B (177.008MHz)  | 2㎾  | 포항 일원, 경주 일부, 영덕 일부, 울진 일부 |
| U-KBS          | HD KBS STAR       | HLKG-TDMB | CH 7B (177.008MHz)  | 2㎾  | 포항 일원, 경주 일부, 영덕 일부, 울진 일부 |
| U-KBS          | KBS HEART         | HLKG-TDMB | CH 7B (177.008MHz)  | 2㎾  | 포항 일원, 경주 일부, 영덕 일부, 울진 일부 |
| U-KBS          | KBS MUSIC         | HLKG-TDMB | CH 7B (177.008MHz)  | 2㎾  | 포항 일원, 경주 일부, 영덕 일부, 울진 일부 |
| TBC            | TBC u             | HLDG-TDMB | CH 7C (178.736MHz)  | 2㎾  | 포항 일원, 경주 일부, 영덕 일부, 울진 일부 |
| TBC            | mYTN              | HLDG-TDMB | CH 7C (178.736MHz)  | 2㎾  | 포항 일원, 경주 일부, 영덕 일부, 울진 일부 |

## 팔공산 송신소
- 연 위치 : 대구 동구 용수동 산1 / 경북 영천시 신녕면 치산리 산141-5

| 디지털TV       |                            |           |                     |       |                      |
| 가상채널       | 방송국명                   | 호출부호  | 물리채널            | 출력  | 가시청권             |
| CH 6-1         | TBC 대구 디지털TV          | HLDE-DTV  | CH 15               | 2.5㎾ | 대구 일원, 경북 남부 |
| CH 7-1         | KBS대구 2TV 디지털         | HLQH-DTV  | CH 16               | 2.5㎾ | 대구 일원, 경북 남부 |
| CH 9-1         | KBS대구 1TV 디지털         | HLKG-DTV  | CH 14               | 2.5㎾ | 대구 일원, 경북 남부 |
| CH 10-1        | EBS 1TV                    | HLQL-DTV  | CH 18               | 2.5㎾ | 대구 일원, 경북 남부 |
| CH 10-2        | EBS 2TV                    | HLQL-DTV  | CH 18               | 2.5㎾ | 대구 일원, 경북 남부 |
| CH 11-1        | 대구MBC DTV                | HLCT-DTV  | CH 17               | 2.5㎾ | 대구 일원, 경북 남부 |
| UHDTV          |                            |           |                     |       |                      |
| 가상채널       | 방송국명                   | 호출부호  | 물리채널            | 출력  | 가시청권             |
| CH 6-1         | TBC UHDTV                  | HLDE-DTV  | CH 53               | 5㎾   | 대구 일원, 경북 남부 |
| CH 7-1         | KBS대구 UHDTV2             | HLQH-DTV  | CH 56               | 5㎾   | 대구 일원, 경북 남부 |
| CH 9-1         | KBS대구 DTV1               | HLKG-DTV  | CH 52               | 5㎾   | 대구 일원, 경북 남부 |
| CH 11-1        | 대구MBC DTV                | HLCT-DTV  | CH 55               | 5㎾   | 대구 일원, 경북 남부 |
| FM라디오       |                            |           |                     |       |                      |
| 주파수         | 방송국명                   | 호출부호  |                     | 출력  | 가시청권             |
| 89.7㎒         | KBS대구 음악FM             | HLKG-FM   |                     | 5㎾   | 대구 일원, 경북 남부 |
| 93.1㎒         | CPBC대구가톨릭평화방송     | HLDK-FM   |                     | 3㎾   | 대구 일원, 경북 남부 |
| 94.5㎒         | BBS대구불교방송            | HLDI-FM   |                     | 3㎾   | 대구 일원, 경북 남부 |
| 95.3㎒         | 대구MBC FM4U               | HLCT-FM   |                     | 5㎾   | 대구 일원, 경북 남부 |
| 96.5㎒         | 대구MBC 라디오             | HLCT-SFM  |                     | 5㎾   | 대구 일원, 경북 남부 |
| 99.3㎒         | TBC Dream FM               | HLDE-FM   |                     | 5㎾   | 대구 일원, 경북 남부 |
| 101.3㎒        | KBS대구 제1라디오          | HLKG-SFM  |                     | 5㎾   | 대구 일원, 경북 남부 |
| 102.3㎒        | KBS대구 제2라디오(HappyFM) | HLQH-SFM  |                     | 3㎾   | 대구 일원, 경북 남부 |
| 103.1㎒        | CBS대구 라디오             | HLKT-FM   |                     | 5㎾   | 대구 일원, 경북 남부 |
| 103.9㎒        | TBN대구교통방송            | HLDU-FM   |                     | 3㎾   | 대구 일원, 경북 남부 |
| 105.1㎒        | EBS FM                     | HLQL-FM   |                     | 3㎾   | 대구 일원, 경북 남부 |
| 지상파DMB      |                            |           |                     |       |                      |
| 방송국명       | 채널목록                   | 호출부호  | 채널(주파수)        | 출력  | 가시청권             |
| myMBC (경북권) | myMBC TV                   | HLAW-TDMB | CH 7-A (175.280MHz) | 2㎾   | 대구 일원, 경북 남부 |
| U-KBS          | KBS STAR                   | HLKA-TDMB | CH 7B (177.008 MHz) | 2㎾   | 대구 일원, 경북 남부 |
| U-KBS          | HD KBS STAR                | HLKA-TDMB | CH 7B (177.008 MHz) | 2㎾   | 대구 일원, 경북 남부 |
| U-KBS          | KBS HEART                  | HLKA-TDMB | CH 7B (177.008 MHz) | 2㎾   | 대구 일원, 경북 남부 |
| U-KBS          | KBS MUSIC                  | HLKA-TDMB | CH 7B (177.008 MHz) | 2㎾   | 대구 일원, 경북 남부 |
| TBC            | TBC u                      | HLDG-TDMB | CH 7C (178.736 MHz) | 2㎾   | 대구 일원, 경북 남부 |
| TBC            | mYTN                       | HLDG-TDMB | CH 7C (178.736 MHz) | 2㎾   | 대구 일원, 경북 남부 |

## 학가산 송신소
- 연 위치 : 경북 안동시 북후면 신전리 산69

| 디지털TV  |                 |           |                     |       |                                                                |
| 가상채널  | 방송국명        | 호출부호  | 물리채널            | 출력  | 가시청권                                                       |
| CH 6-1    | TBC 대구 DTV    | HLDE-DTV  | CH 24               | 1㎾   | 안동시, 영주시, 예천군, 상주시, 문경시, 봉화군, 의성군, 청송군 |
| CH 7-1    | KBS안동 DTV2    | HLQH-DTV  | CH 34               | 1㎾   | 안동시, 영주시, 예천군, 상주시, 문경시, 봉화군, 의성군, 청송군 |
| CH 9-1    | KBS안동 DTV1    | HLCR-DTV  | CH 32               | 1㎾   | 안동시, 영주시, 예천군, 상주시, 문경시, 봉화군, 의성군, 청송군 |
| CH10-1    | EBS 1TV         | HLQL-DTV  | CH 36               | 1㎾   | 안동시, 영주시, 예천군, 상주시, 문경시, 봉화군, 의성군, 청송군 |
| CH 10-2   | EBS 2TV         | HLQL-DTV  | CH 36               | 1㎾   | 안동시, 영주시, 예천군, 상주시, 문경시, 봉화군, 의성군, 청송군 |
| CH 11-1   | 안동MBC DTV     | HLAW-DTV  | CH 22               | 1㎾   | 안동시, 영주시, 예천군, 상주시, 문경시, 봉화군, 의성군, 청송군 |
| FM라디오  |                 |           |                     |       |                                                                |
| 주파수    | 방송국명        | 호출부호  |                     | 출력  | 가시청권                                                       |
| 88.1㎒    | KBS안동 음악FM  | HLCR-FM   |                     | 3㎾   | 안동시, 영주시, 예천군, 상주시, 문경시, 봉화군, 의성군, 청송군 |
| 91.3㎒    | 안동MBC FM4U    | HLAW-FM   |                     | 3㎾   | 안동시, 영주시, 예천군, 상주시, 문경시, 봉화군, 의성군, 청송군 |
| 97.7㎒    | BBS대구불교방송 | HLDI-FM   |                     | 0.5㎾ | 안동시, 영주시, 예천군, 상주시, 문경시, 봉화군, 의성군, 청송군 |
| 100.1㎒   | 안동MBC 라디오  | HLAW-SFM  |                     | 1㎾   | 안동시, 영주시, 예천군, 상주시, 문경시, 봉화군, 의성군, 청송군 |
| 106.5㎒   | TBC Dream FM    | HLDE-FM   |                     | 0.5㎾ | 안동시, 영주시, 예천군, 상주시, 문경시, 봉화군, 의성군, 청송군 |
| 지상파DMB |                 |           |                     |       |                                                                |
| 방송국명  | 채널목록        | 호출부호  | 채널(주파수)        | 출력  | 가시청권                                                       |
| myMBC     | myMBC TV        | HLAW-TDMB | CH 9A (187.280 MHz) | 2㎾   | 안동시, 영주시, 예천군, 상주시, 문경시, 봉화군, 의성군, 청송군 |
| U-KBS     | KBS STAR        | HLKG-TDMB | CH 9B (189.008 MHz) | 2㎾   | 안동시, 영주시, 예천군, 상주시, 문경시, 봉화군, 의성군, 청송군 |
| U-KBS     | HD KBS STAR     | HLKG-TDMB | CH 9B (189.008 MHz) | 2㎾   | 안동시, 영주시, 예천군, 상주시, 문경시, 봉화군, 의성군, 청송군 |
| U-KBS     | KBS HEART       | HLKG-TDMB | CH 9B (189.008 MHz) | 2㎾   | 안동시, 영주시, 예천군, 상주시, 문경시, 봉화군, 의성군, 청송군 |
| U-KBS     | KBS MUSIC       | HLKG-TDMB | CH 9B (189.008 MHz) | 2㎾   | 안동시, 영주시, 예천군, 상주시, 문경시, 봉화군, 의성군, 청송군 |
| TBC DMB   | TBC u           | HLDE-TDMB | CH 9C (190.736 MHz) | 2㎾   | 안동시, 영주시, 예천군, 상주시, 문경시, 봉화군, 의성군, 청송군 |
| TBC DMB   | mYTN            | HLDE-TDMB | CH 9C (190.736 MHz) | 2㎾   | 안동시, 영주시, 예천군, 상주시, 문경시, 봉화군, 의성군, 청송군 |